# Paraćin

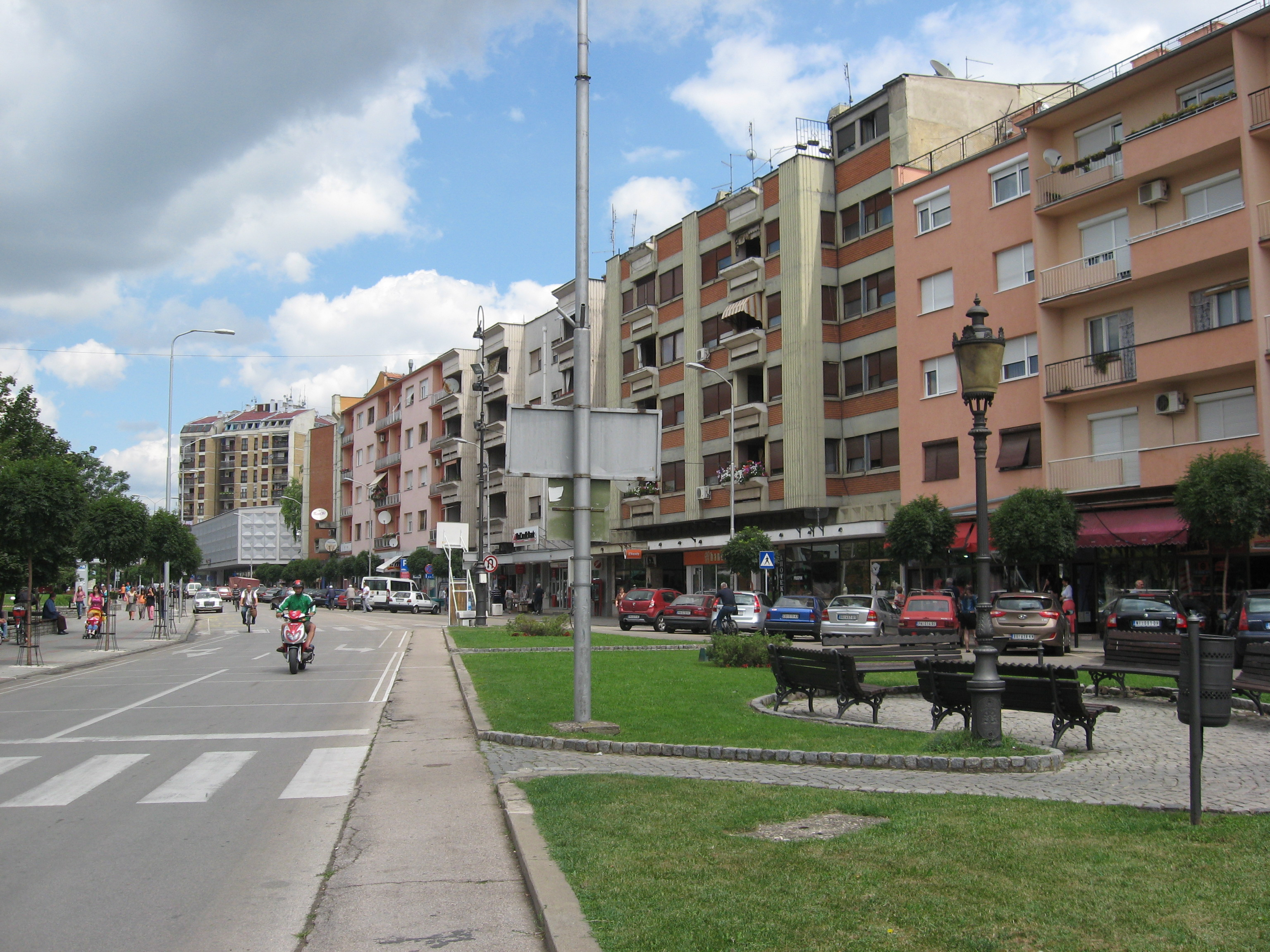
Paraćin

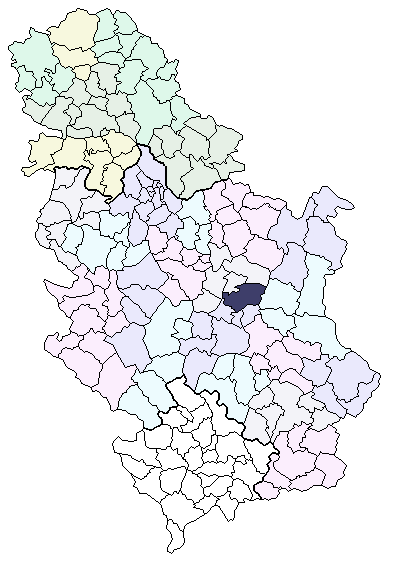
Praćin i Serbien

Paraćin (kyrilliska: Параћин) är en stad i Serbien med 25 292 invånare (kommunen har 58 301).
Staden ligger 156 km sydöst om Belgrad och nämndes för första gången år 1375 av den serbiske fursten Lazar Hrebeljanović.

## Vänorter
- Eleftherio-Kordelio, Grekland
- Murska Sobota, Slovenien